# Artur Fiodorow
Artur Fiodorow (ros. Артур Фёдоров; ur. 3 stycznia 1971) – kazachski zapaśnik w stylu wolnym. Olimpijczyk z Atlanty 1996, gdzie zajął trzynaste miejsce w kategorii do 57 kg. Trzynasty zawodnik Mistrzostw Świata w 1995 roku.